# Illicium parvifolium
Illicium parvifolium är en tvåhjärtbladig växtart. Illicium parvifolium ingår i släktet Illicium och familjen Schisandraceae.

## Underarter
Arten delas in i följande underarter:
- I. p. oligandrum
- I. p. parvifolium